# دانشگاه اولستر
دانشگاه اولستر (ایرلندی: Ollscoil Uladh) یک دانشگاه دولتی در ایرلند شمالی است. این دانشگاه بزرگترین دانشگاه در ایرلند شمالی و دومین دانشگاه در جزیره ایرلند می‌باشد. این دانشگاه در سال ۱۹۶۸ تأسیس شد.